# Laura Bispuri

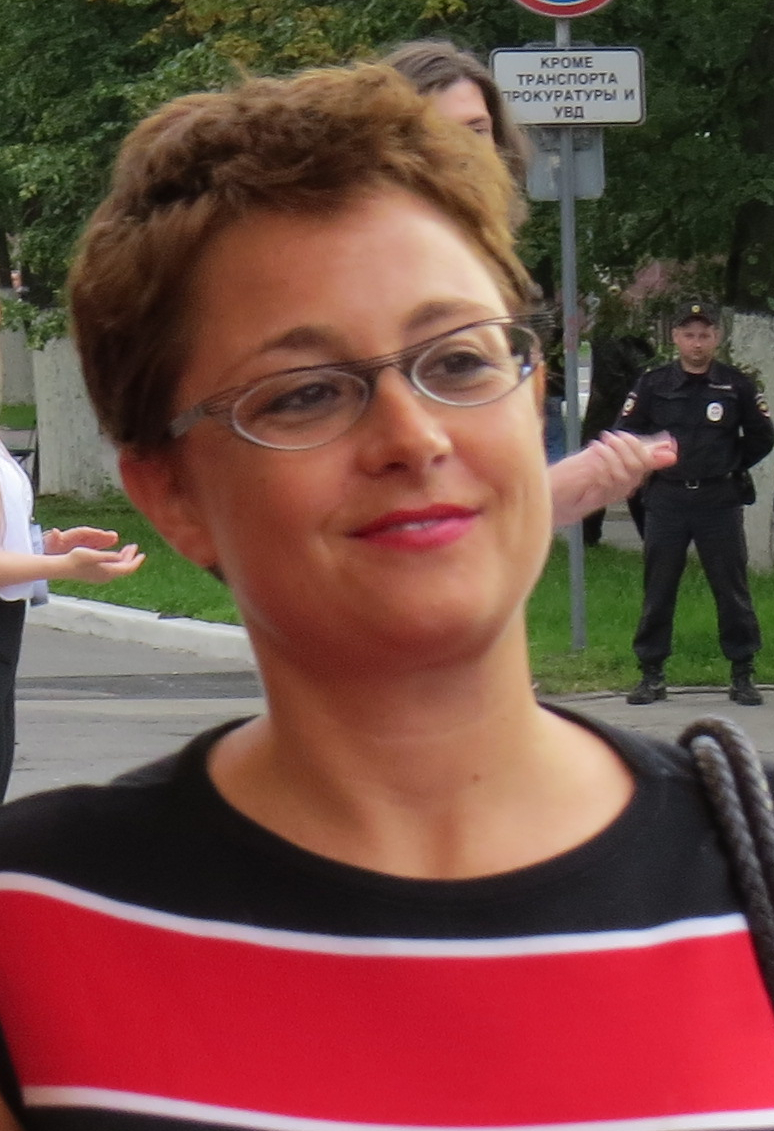
Laura Bispuri, 2015

Laura Bispuri (* 20. August 1977 in Rom) ist eine italienische Regisseurin.

## Leben
Laura Bispuri durchlief an der Universität La Sapienza in Rom ein Filmstudium. Passing Time, ihr erster Kurzfilm, wurde mit dem italienischen Filmpreis David di Donatello ausgezeichnet. Für ihren zweiten Kurzfilm Biondina erhielt sie 2011 den Kritikerpreis Nastro d’Argento als Nachwuchstalent des Jahres. Sworn Virgin war ihr erster abendfüllender Spielfilm und hatte 2015 im Wettbewerb der Berlinale um den Goldenen Bären seine Premiere. Auf 80 Festivals gezeigt, erhielt er zahlreiche Auszeichnungen.
2018 erhielt Bispuri eine weitere Einladung in den Wettbewerb der 68. Berlinale für ihren zweiten Spielfilm Figlia mia.

## Filmografie (Auswahl)
Kurzfilme
- 2010: Passing Time
- 2011: Biondina

abendfüllende Filme
- 2015: Sworn Virgin (Vergine giurata)
- 2018: Figlia mia
- 2021: Das Pfauenparadies (Il paradiso del pavone)

## Auszeichnungen
- 2010: Premio David de Donatello
- 2011: Nastro d’Argento